# Andrew Rainsford Wetmore
Pour les articles homonymes, voir Wetmore.
Andrew Rainsford Wetmore (1820 - 1892), est un homme politique néo-brunswickois. Il est le premier premier ministre du Nouveau-Brunswick après la confédération canadienne de 1867.

## Biographie
Andrew Rainsford Wetmore naît le 16 août 1820 à Fredericton. Il y fait des études de Droit en compagnie du futur premier ministre néo-brunswickois Edward Barron Chandler et devient procureur le 14 octobre 1841, puis avocat le 21 octobre 1843. Il pratique le Droit à Oromocto puis à Saint John où il tient un bureau jusqu'en 1870.
Parallèlement, c'est en 1865 que commence sa carrière politique lorsqu'il se présente et est élu aux élections provinciales en tant que candidat opposé à la confédération. Il siège alors comme député mais, la même année, change de camp et rallie les "pro-confédération". Il est à nouveau réélu en 1866, cette fois en compagnie de Samuel Leonard Tilley, son ancien adversaire.
L'entrée du Nouveau-Brunswick dans la confédération ayant attiré les leaders provinciaux vers la politique fédérale, Wetmore, resté au niveau provincial, peut rapidement gravir les échelons et devient premier ministre le 16 août 1867, après seulement deux ans d'expérience en politique. Trois ans plus tard, le 25 mai 1870, il démissionne et est nommé à la Cour suprême (en) de la province.
Le bilan de Wetmore est associé au prolongement du réseau ferroviaire du Nouveau-Brunswick, d'un certain nombre de mesures sociales (défense des petits fermiers, droits de la femme), mais aussi d'une rigueur budgétaire rendue nécessaire par les changements apportés par la création de la confédération.
De retour à la vie de simple citoyen, sa carrière de juge, profession qu'il n'arrêtera que trois semaines avant sa mort, sera sans histoire.
Il meurt le 7 mars 1892 dans sa ville de Fredericton.